# Utah Royals FC
O Utah Royals FC foi um clube de futebol feminino dos Estados Unidos localizado em Sandy, Utah. A equipe fez sua estréia na National Women's Soccer League (NWSL) em 2018. O clube era afiliado ao Real Salt Lake, um time de futebol que joga na Major League Soccer, a primeira divisão do futebol nos Estados Unidos. O Utah Royals FC mandava seus jogos no Rio Tinto Stadium.
Em 7 de dezembro de 2020, a NWSL anunciou que o Utah Royals cessaria suas operações e que todos os seus atletas e todo o seu espólio seria transferido para um novo clube (a ser formado) que teria sede na cidade de Kansas City. Contudo, os novos donos do Utah Royals (que adquirissem o clube de Dell Loy Hansen) teriam a opção de refundá-lo e trazê-lo de volta para a NWSL a partir de 2023.

## História
Em 16 de novembro de 2017, o Real Salt Lake anunciou que havia adquirido uma franquia na National Women's Soccer League. Em 20 de novembro de 2017 a NWSL anunciou que o FC Kansas City iria cessar suas atividades e que suas jogadoras e todos os seus direitos seriam transferidos ao novo time de Salt Lake City. A decisão de trazer um time da NWSL para Utah é baseada no enorme interesse por futebol feminino que existe no estado assim como no desejo de Dell Loy Hansen em ter um time de futebol feminino.
Em 27 de novembro de 2017, o clube anunciou a ex-técnica do Seattle Reign FC, Laura Harvey, como sua nova treinadora.

### Temporada inaugural
Gunnhildur Yrsa Jónsdóttir marcou o primeiro gol do time em 24 de março de 2018, aos 3 minutos do primeiro tempo da partida inaugural da equipe contra o Orlando Pride em Orlando. 19,203 pessoas assistiram ao primeiro jogo do clube em casa contra o Chicago Red Stars.

## Nome, escudo e cores
O brasão do time mostra uma leoa. Duas bolas estilizadas circundam o nome “UTAH ROYALS FC” na parte de baixo do brasão. As bolas simbolizam a ligação do clube com as outras equipes da mesma organização e que jogam na MLS (Real Salt Lake) e na United Soccer League (Real Monarchs).

## Patrocinador
| Período | Fabricante do uniforme | Patrocinador |
| ------- | ---------------------- | ------------ |
| 2018-   | Nike                   | Conservice   |

## Estádio

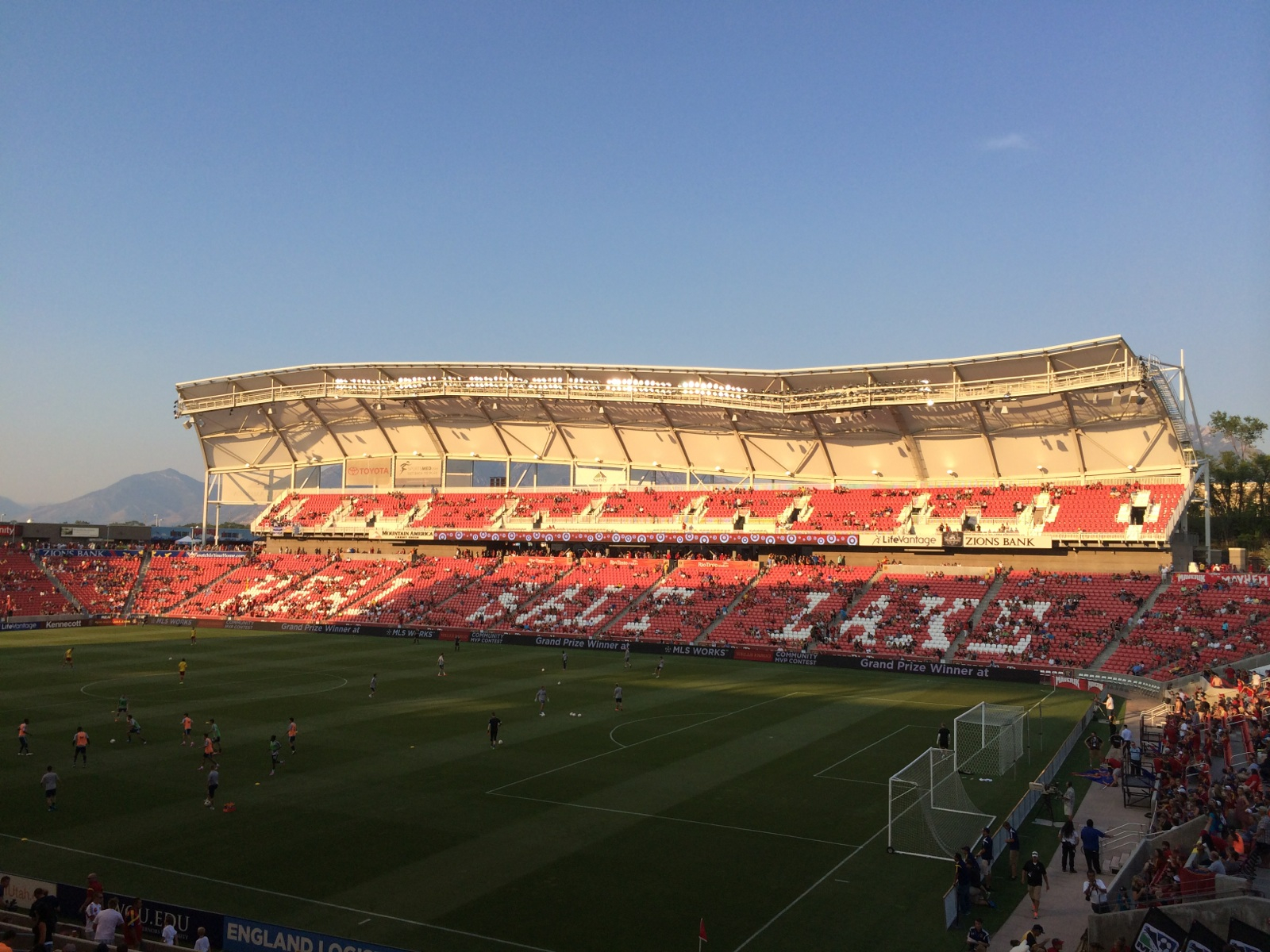
Rio Tinto Stadium

O Utah Royals FC, assim como o  Real Salt Lake, manda seus jogos no Rio Tinto Stadium, localizado há cerca de 15 minutos do centro de Salt Lake City, na cidade de Sandy, Utah. A arena é um estádio específico para a prática do futebol e foi inaugurada em 9 de outubro de 2008. O campo utiliza grana do tipo Poa pratensis e tem 120 × 75 jardas, com uma capacidade para 20,213 pessoas. Em abril de 2018, o time tinha cerca de 5,000 sócios-torcedores.

## Ano-a-ano
| Temporada | Temporada Regular da NWSL | Temporada Regular da NWSL | Temporada Regular da NWSL | Temporada Regular da NWSL | Temporada Regular da NWSL | Temporada Regular da NWSL | Temporada Regular da NWSL | Posição       | Playoffs da NWSL |
| Temporada | J                         | V                         | D                         | E                         | GF                        | GC                        | Pts                       | Posição       | Playoffs da NWSL |
| --------- | ------------------------- | ------------------------- | ------------------------- | ------------------------- | ------------------------- | ------------------------- | ------------------------- | ------------- | ---------------- |
| 2018      | 10                        | 3                         | 2                         | 5                         | 9                         | 8                         | 14                        | Sexta Posição | À determinar     |

| Temporada | Jogadora     | País | Gols |
| --------- | ------------ | ---- | ---- |
| 2018      | À determinar |      |      |

## Elenco atual
- Atualizado em 20 de Julho de 2018. Fonte:[20]

## Transmissão dos Jogos
A partir de 2017, os jogos da NWSL passaram a ser transmitidos para o público norte-americano exclusivamente através do serviço de streaming "go90". Para o público internacional os jogos são transmitidos ao vivo pelo site oficial da NWSL. Como parte de um acordo de três anos entre a NWSL e a A&E Networks, o canal Lifetime transmite um jogo da liga por semana nos sábados a tarde, no programa chamado "NWSL Game of the Week". Na temporada 2018, as Royals teram seis de seus jogos transmitidos ao vivo, em 14 de abril, 21 de abril, 19 de maio, 14 de julho, 11 de agosto e 8 de setembro.
As partidas que a equipe joga em casa são também transmitidas pelo canal local, KMYU TV e via serviço de streaming pelo aplicativo KSL OTT. A estação de rádio local, ESPN700 AM, também transmiti a maioria dos jogos das Royals assim como faz com os jogos do Real Salt Lake e do Real Monarchs.